# Награда на ЛитераТур Норд
„Наградата на ЛитераТур Норд“ (на немски: Preis der LiteraTour Nord) е учредена през 1992 г. и се присъжда ежегодно на немскоезичен писател.
Отличието се раздава в края на също така ежегодно провежданото лекционно пътуване „ЛитераТур Норд“, организирано от различни обществени културни институции и книжарници, както и от университетите в Бремен, Хановер, Любек, Люнебург и Олденбург, а след 2010 г. и Росток. Заедно с това се провеждат литературни четения в посочените университети.
Наградата е на стойност 15 000 €.

## Носители на наградата
- Бернд Айлерт (1993)
- В. Г. Зебалд (1994)
- Вилхелм Генацино (1995)
- Ане Дуден (1996)
- Роберт Гернхарт (1997)
- Кристоф Хайн (1998)
- Емине Севги Оздамар (1999)
- Дирк фон Петерсдорф (2000)
- Йозеф Хаслингер (2001)
- Бодо Кирххоф (2002)
- Лиане Диркс (2003)
- Хартмут Ланге (2004)
- Терезия Мора (2005)
- Карл-Хайнц От (2006)
- Томас Хюрлиман (2007)
- Катя Ланге-Мюлер (2008)
- Джени Ерпенбек (2009)
- Матиас Политики (2010)
- Ирис Ханика (2011)
- Грегор Сандер (2012)
- Марица Бодрожич (2013)
- Ралф Дути (2014)
- Михаел Кьолмайер (2015)
- Улрих Шахт (2016)
- Тилман Рамстед (2017)
- Лукас Берфус (2018)
- Йоахим Целтер (2019)
- Улрике Дрезнер (2020)
- Ирис Волф (2021)